# Eutrichillus pini
Eutrichillus pini är en skalbaggsart som först beskrevs av Schaeffer 1905.  Eutrichillus pini ingår i släktet Eutrichillus och familjen långhorningar. Inga underarter finns listade i Catalogue of Life.